# Pasta Barbie
La Pasta Barbie va ser un producte de menjar comercialitzat per Heinz l'any 1997 i destinat al mercat britànic.

## Estratègia comercial
Pensant per atreure clientela infantil i femenina, Heinz va concebre un producte preparat a base de pasta amb salsa de tomàquet. La novetat d'aquest producte consistia en què les formes de la pasta eren imitacions en miniatura d'alguns dels sofisticats complements de la famosa Barbie de Mattel: rams de flors, collarets, llaços, cors, sabates de taló fi, etc. El 1997 aquesta va ser la pasta de figures més venuda al Regne Unit. El producte es distribuïa enllaunat, arribant-se a vendre, durant aquest any, la xifra rècord de 3,7 milions de llaunes.
L'etiqueta de la llauna es va dissenyar usant el color rosa fort característic de les nines Barbie. Cada llauna contenia 400 grams de menjar, els quals representaven 248 calories.